# Brantham
Brantham est une localité d'Angleterre, au Royaume-Uni, située dans le district de Babergh, comté du Suffolk.

## Histoire
Brantham est mentionné dans le Domesday Book de 1086 comme ayant 38 foyers et sous la seigneurie d'Aelfric de Weinhou. Jusqu'en 1887, l'économie locale était presque entièrement agricole. Cela a changé en 1887 lorsque British Xylonite Ltd. a acheté les 130 acres de la Brooklands Farm et construisirent leur usine, qui fut plus tard rebaptisée BX Plastics.